# Altenhausen
Altenhausen è un comune tedesco, nella Sassonia-Anhalt.
Appartiene al circondario della Börde ed è parte della Verbandsgemeinde Flechtingen.

## Geografia antropica

### Frazioni
- Emden
- Ivenrode